# Christian Bogle
Christian Bogle (Covington, Louisiana, 6 maart 2001) is een Amerikaans autocoureur.

## Carrière
Bogle maakte zijn debuut in het formuleracing in 2018 toen hij aan de tweede seizoenshelft van het Amerikaanse Formule 4-kampioenschap deelnam voor het team Jay Howard's Motorsports Driver Development. Hij behaalde geen punten en met een zeventiende plaats op het New Jersey Motorsports Park als beste resultaat werd hij 43e in de eindstand. Tevens reed hij in een raceweekend van zowel het F2000 Championship Series als het Atlantic Championship op respectievelijk de Virginia International Raceway en de Mid-Ohio Sports Car Course.
In 2019 reed Bogle in zowel de U.S. F2000 als de Amerikaanse Formule 4 bij Jay Howard Driver Development. Hij kende een lastig jaar in de U.S. F2000, waarin hij enkel op het Stratencircuit Toronto een top 10-finish wist te behalen. Met 93 punten werd hij zeventiende in het kampioenschap. In de Amerikaanse Formule 4 moest hij twee raceweekenden missen omdat hij op dat moment in de U.S. F2000 uitkwam. Gedurende het seizoen wist hij slechts sporadisch tot scoren te komen, maar tijdens het laatste raceweekend op het Circuit of the Americas boekte hij twee overwinningen, waardoor hij met 54 punten tiende werd in het klassement.
In 2020 begon Bogle het seizoen in de Amerikaanse Formule 4, waarin hij opnieuw voor het team van Howard uitkwam. In het eerste raceweekend op Mid-Ohio won hij beide races, maar werd hij gediskwalificeerd omdat zijn auto niet aan de reglementen voldeed. Hierna verliet hij het kampioenschap om deel te nemen aan de U.S. F2000 bij Howard. Hij kende een beter seizoen dan in 2019, maar hij finishte alsnog slechts viermaal in de top 10, met een zesde plaats in de seizoensopener op Road America als beste klassering. Met 144 punten werd hij vijftiende in het eindklassement.
In 2021 maakt Bogle de overstap naar de Indy Lights, waarin hij uitkomt voor het team Carlin.